# Assemblée du climat du Royaume-Uni
L'Assemblée du Climat du Royaume-Uni est formée en janvier 2020. Elle a pour mission, avec l'aide des experts, de proposer une liste de recommandations sur la façon dont le pays devrait atteindre le zéro émissions nettes d'ici 2050 comme le prévoit la loi du 27 juin 2019.

## Mise en place
La mise en place de l'Assemblée du climat suit la déclaration d'urgence climatique votée par le Parlement britannique en mai 2019, qui suit lui-même des manifestations initiées par Extinction Rebellion en avril 2019. L'appel d'Extenction Rebellion à réunir une assemblée citoyenne sur le climat et l'urgence écologique a entraîné le développé d'assemblées citoyennes à travers le Royaume-Uni.
En janvier 2020, un groupe représentatif de 108 citoyens britanniques, âgés de 16 à 79 ans est sélectionné. Ce sont des gens ordinaires venant de tout le Royaume-Uni et il s'y trouve potentiellement des climatosceptiques. Ils doivent se réunir pendant six week-ends au cours du premier semestre pour entendre «des informations équilibrées, précises et complètes» provenant de 47 intervenants, dont des représentants de la Confédération de l'industrie britannique, du Congrès des syndicats, de l'Union nationale des agriculteurs, d'ONG environnementales et d'entreprises du secteur des énergies renouvelables,. Contrairement à la convention citoyenne pour le climat qui est initiée par le gouvernement français, cette assemblée inédite est organisée par les députés de six commissions parlementaires qui souhaitent connaître l'opinion du public sur le changement climatique  , . Elle est financée par le Parlement britannique à hauteur de 120 000 £ et par la Fondation européenne pour le climat et la Fondation Esmée Fairbairn pour 200 000 £ chacun.

## Premiers principes
Au cours de la première fin de semaine, ils établissent comme priorités d' «informer et éduquer », d'assurer l'équité pour tous et un leadership gouvernemental «clair, proactif, responsable et cohérent». Parmi les autres principes importants identifiés figurent la restauration de la nature, l'engagement des communautés locales et, simplement, «l'urgence» .

## Plan de rétablissement vert du Covid-19
L'assemblée montre un large soutien au choix de mesures de relance économique du gouvernement à la suite de la crise du coronavirus conçues pour aider également le pays à atteindre son objectif de réduire les émissions de carbone à zéro net en 2050.

## Rapport final
L'assemblée publie son rapport final en septembre 2020 avec une cinquantaine de points. Il recommande des changements dans un large éventail de secteurs qui va de la réduction de la consommation de viande et de produits laitiers au transport aérien en passant par le chauffage et la production d'électricité zéro carbone.
Les mesures bénéficiant d'un soutien élevé de la part de l'assemblée comprennent: une taxe ciblant les voyages fréquents; une interdiction de la vente de voitures à essence, diesel et hybrides d'ici 2030 ou 2035; et un passage à un système agricole plus axé sur la protection de la biodiversité.
Sont aussi demandés l’amélioration des transports publics, le soutien des réseaux de production agricoles locaux et un recours accru à l’éolien et à l’énergie solaire.

## Critiques
Craig Bennett, des Amis de la Terre, déclare que l'assemblée «pourrait jouer un rôle important» dans la décarbonisation au Royaume-Uni, mais ne devrait pas «retarder davantage les choses» car il n'est pas besoin d'une assemblée de citoyens pour dire que le gouvernement britannique doit investir de toute urgence dans un programme massif d'efficacité énergétique des logements et de transports collectifs.
Pour Extinction Rebellion, l'objectif 2050 est trop tardif et devrait être avancé à 2025. Rien n'oblige non plus le gouvernement à prendre en compte le rapport simplement consultatif.